# (7542) Johnpond
(7542) Johnpond est un astéroïde de la ceinture principale découvert le 7 avril 1953 par l'astronome allemand Karl Wilhelm Reinmuth.

## Historique
Le lieu de découverte, par l'astronome allemand Karl Wilhelm Reinmuth, est Heidelberg (024).